# Irv Smith Jr.
Irv Smith Jr. (New Orleans, 9 agosto 1998) è un giocatore di football americano statunitense che milita nel ruolo di tight end per i Cincinnati Bengals della National Football League (NFL).

## Carriera universitaria
Smith al college giocò a football con gli Alabama Crimson Tide dal 2016 al 2018. Nel 2017 vinse il campionato NCAA battendo in finale Georgia.

## Carriera professionistica

### Minnesota Vikings
Smith fu scelto nel corso del secondo giro (50º assoluto) del Draft NFL 2019 dai Minnesota Vikings. Debuttò come professionista subentrando nella gara del primo turno contro gli Atlanta Falcons senza fare registrare alcuna ricezione. La sua stagione da rookie si chiuse con 36 ricezioni per 311 yard e 2 touchdown disputando tutte le 16 partite, di cui 7 come titolare.

### Cincinnati Bengals
Il 30 marzo 2023 Smith firmò un contratto di un anno del valore di 1,75 milioni di dollari con i Cincinnati Bengals.

## Famiglia
Il padre, Irv Smith, giocò nella National Football League come tight end negli anni novanta.